# كثرة المنسجات
كثرة المنسجات (بالإنجليزية: Histiocytosis)‏ في الطب، مصطلح يشير لوجود اضطراب وعدد كبير من المنسجات وهي نوع من الخلايا الأكولة الكبيرة وجزء من كريات الدم البيضاء ،وعادة ما يستخدم المصطلح للإشارة لمجموعة من الأمراض النادرة المشتركة بهذه الخاصية، قد يستخدم المصطلح أحيانا وبشكل مربك للإشارة لأمراض بعينها.
وفقا لجمعية أمراض كثرة المنسجات الأمريكية، فإن واحدا من كل مئتي ألف طفل في الولايات المتحدة الأمريكية  يولد مصابا بكثرة المنسجات كل عام ،المنظمة أيضا تقول أن غالب المصابين بأمراض كثرة المنسجات هم من الأطفال تحت سن العاشرة، على الرغم من أنه من الممكن أن يصيب البالغين.
جامعة كاليفورنيا (سان فرانسيسكو)  قالت أن كثرة المنسجات عادة ما يكون مصابوه هم من الفئئة العمرية بين عمر الولادة حتى عمر الخامسة عشر.
كثرة المنسجات و كثرة المنسجات الخبيثة  كليهما مهمين في علم الأمراض البشري والطب البيطري.

## تصنيفها وعلاقتها بالظروف الأخرى
هناك أنظمة عدة لتصنيف أمراض كثرة المنسجات، وفقا لمنظمة الصحة العالمية من الممكن تصنيفها إلى ثلاث فئات  ، على كل حال تصنيفاتها في  ICD10 وMeSH مختلف قليلا كما يتضح من الجدول أدناه:
| الاسم                                  | WHO | ICD10 | MeSH                        |
| كثرة المنسجات لخلايا لانغر هانز (LCH ) | I   | D76.0 | كثرة منسجات لانغر هانزي     |
| الورم الحبيبي الأصفر اليافع (JXG)      | II  | D76.3 | كثرة منسجات غير لانغر هانزي |
| داء البلعمة                            | II  | D76.1 | كثرة منسجات غير لانغر هانزي |
| مرض نيمان-بيك                          | II  | E75.2 | كثرة منسجات غير لانغر هانزي |
| كثرة منسجات البحر الأزرق               | II  | -     | كثرة منسجات غير لانغر هانزي |
| ابيضاض الدم الوحيدي النقوي الحاد       | III | C93.0 | كثرة منسجات خبيثة           |
| كثرة المنسجات الخبيثة                  | III | C96.1 | كثرة منسجات خبيثة           |
| متلازمة اردهايم تشيستر                 | II  | C96.1 | كثرة منسجات خبيثة           |

نوع كثرة المنسجات لخلايا لانغر هانز عرف أيضا ب :الورم الحبيبي اليوزيني وداء هاند-شولر-كريستيان وداء ليترير سايوي وتعرف أيضا بكثرة المنسجات إكس.
من الممكن أيضا تصنيف كثرة المنسجات إلى المجموعتين التاليتين::714–724
- كثرة المنسجات الإكسية
- كثرة المنسجات الغير إكسية

## العلاجات الشائعة
- العلاج الكيميائي
  - كلادريبين
  - إيتوبوسيد
  - فينبلاستين